# Prachtwanze
Die Prachtwanze (Miris striatus) wird aufgrund ihrer auffälligen schwarz-gelb gestreiften Flügeldecken auch als Gestreifte Weichwanze bezeichnet. Die paläarktisch verbreitete Art gehört zur Familie der Weich- oder Blindwanzen (Miridae), innerhalb derer sie eine der größten Arten ist.

## Beschreibung
Die langgestreckten Insekten erreichen Körperlängen zwischen 9,1 und 11,7 Millimetern. Die Grundfärbung der Tiere ist ein Schwarz. Die Flügeldecken (Hemielytren) haben im ledrigen Teil (Corium) gelbe Flügeladern und weisen am Ende des ledrigen Teils (Cuneus) kurz vor der Membran gelbe bis rötliche, schwarz gerandete Spitzen auf. Die Zeichnung kann bei verschiedenen Tieren in der Tönung wechselnd und von unterschiedlicher Ausdehnung sein. Die langen Beine sind schwarz oder rotbraun; dann sind die Schenkel (Femora) an der Spitze dunkel. Die Schienen (Tibien) sind mit schwarzen Dornen besetzt. Die Antennen sind fast körperlang, deutlich gegliedert und schwarz. Zuweilen kann das erste Fühlerglied rotbraun sein. Der Halsschild (Pronotum) ist ebenfalls schwarz mit gelber Zeichnung in unterschiedlicher Ausdehnung. Die Wanze ähnelt im äußeren Erscheinungsbild der deutlich kleineren Eichen-Schmuckwanze (Rhabdomiris striatellus). Diese ist ferner deutlich ovaler im Körperumriss, meist heller (gelber) gefärbt und der Cuneus trägt eine schwarze Spitze.

## Verbreitung und Lebensraum
Die Prachtwanze ist in ganz Europa verbreitet mit Ausnahme Skandinaviens und des südlichen Mittelmeerraumes. Ihr Verbreitungsgebiet erstreckt sich nach Osten über die Ukraine bis nach Kleinasien. Sie besiedelt vor allem Laubgehölze an sonnenbeschienenen Waldrändern, lockere Gebüsche, Hecken sowie freistehende Bäume. Die Tiere sind vor allem auf Weißdorn (Crataegus), Schlehdorn (Prunus spinosa), Hasel (Corylus) oder Birken (Betula) anzutreffen. Sie meiden schattige Lebensräume.

## Lebensweise
Die Wanze ist zoophytophag: Sie ernährt sich überwiegend räuberisch von tierischer Nahrung wie Insektenlarven oder Blatt- und Schildläusen; daneben sticht sie junge Triebe und Blätter an, um sich von deren Saft zu ernähren. Beide Geschlechter sind langflügelig (makropter). Die hemimetabolen Tiere überwintern im Eistadium und bilden nur eine Generation im Jahr. Die kurzlebigen erwachsenen Tiere sind von Mai bis Juli zu beobachten. Die Eier werden in junge Pflanzentriebe versenkt.